# Vnetje požiralnika
Vnetje požiralnika ali ezofagitis prizadene sluznico požiralnika, torej dela prebavne cevi, ki povezuje žrelo z želodcem in skozi katerega prehajajo zaužite tekočine in hrana.
Vnetje požiralnika lahko poteka brezsimptomno, lahko pa ga spremljajo pekoča bolečina nad želodcem oziroma pod prsnico, zlasti pri ležanju ali naprezanju, ter težave pri požiranju (disfagija). Najpogostejši vzrok vnetja požiralnika je gastroezofagealna refluksna bolezen (GERB).

## Znaki in simptomi
Simptomi, ki se lahko pojavijo pri vnetju požiralnika, so:
- zgaga –  občutek toplote ali pekoče bolečine za prsnico[3]
- slabost
- disfagija – boleče, oteženo ali celo onemogočeno požiranje
- bruhanje
- bolečina v trebuhu
- kašelj

### Zapleti
Nezdravljeno vnetje požiralnika lahko vodi v zabrazgotinjenje. Nastanejo lahko tudi razjede. Dolgotrajno draženje sluznice požiralnika lahko vodi v tako imenovan Barrettov požiralnik, pri katerem pride do sprememb epitelija in  ki pomeni povečano tveganje za razvoj raka požiralnika.

## Vzroki
Vnetje požiralnika je bodisi posledica draženja sluznice požiralnika bodisi okužbe, ki je lahko bakterijska, virusna ali glivna.
Najpogostejši vzrok je gastroezofagealna refluksna bolezen (GERB). V tem primeru govorimo o peptičnem ali refluksnem ezofagitisu. Drugi vzroki zaradi draženja sluznice so še bruhanje, kirurški poseg, uporaba aspirina ali drugih protivnetnih zdravil, zaužitje večje tablete s premalo tekočine ali tik pred spanjem, zaužitje dražeče snovi, hiatusna kila ali obsevanje pri rakavi bolezni.
V redkih primerih lahko pride tudi do tako imenovanega eozinofilnega ezofagitisa, ki je kronično imunsko pogojeno vnetje požiralnikove sluznice.

## Zdravljenje
Zdravljenje je odvisno od vzroka; poleg vzročnega zdravljenja pa zdravljenje temelji na uporabi zdravil za zmanjšanje kislosti želodca, kot so zaviralci protonske črpalke in zaviralci histaminskega receptorja H2, spremembi življenjskega sloga (zmanjšanje telesne mase, spanje s pridvignjenim vzglavjem), uživanju mehkejše ali tekoče hrane in izogibanju določenim živilom (na primer masni in pekoči hrani, čokoladi, naplinjenim in alkoholnim pijačam) ter nekajenju. Če je vzrok uporaba določenih zdravil v obliki tablet, se priporoča zaužitje tablet z dovolj tekočine ter pokončen položaj vsaj pol ure po tem. Pri vnetju požiralnika zaradi okužbe je potrebno zdravljenje z ustreznim protimikrobnim zdravilom (na primer s flukonazolom pri glivni okužbi s kandido). Priporoča se izogibanje uporabi nesteroidnih protivnetnih zdravil.